# В какво се превръщат мечтите (филм)
В какво се превръщат мечтите (на английски: What Dreams May Come) е филм от 1998 г., базиран на едноименния роман на Ричард Матисън.

## Актьорски състав
| Актьор              | Роля               |
| Робин Уилямс        | Крис Нийлсън       |
| Куба Гудинг Джуниър | Албърт Луис        |
| Анабела Шиора       | Ани Колинс-Нийлсън |

## Награди и номинации
| Награда                              | Категория                 | Номиниран(и)              | Резултат  |
| ------------------------------------ | ------------------------- | ------------------------- | --------- |
| Награди на филмовата академия на САЩ | Най-добри визуални ефекти | Най-добри визуални ефекти | награда   |
| Награди на филмовата академия на САЩ | Най-добър арт директор    | Най-добър арт директор    | номинация |